# アオガンピ属
アオガンピ属（アオガンピぞく、学名：Wikstroemia、漢字表記：青雁皮属）はジンチョウゲ科の属の一つ。
新しいAPG植物分類体系ではアオイ目に含める。

## 特徴
枝が多い低木ないし小高木で常緑性。葉は二年生、ふつう対生し、まれに互生し、全縁で、葉質は革質または膜質になり、無毛または有毛、短い葉柄がある。花序は頂生し、短い穂状花序、総状花序または頭状花序になる。花は4-5数性でふつう両性、ときに雌雄異株。花弁はなく、萼筒はやや肉質か膜質で、ときに外面に毛が生え、花冠裂片状の萼裂片は卵形で瓦重ね状に並ぶ。雄蕊は8本または10本が2列に並び、花糸はごく短い。子房は無柄の倒卵形で花柱は短い。果実は球状の液果になる。種子は球形。
枝と葉の維管束の材内篩部に繊維が多い。果実は有毒で、樹皮の汁液にさわるとかぶれる。

## 分布
アジア東南部、オーストラリア、ポリネシア、ハワイ諸島に分布し、約50種知られ、日本には2種分布する。
同科のガンピ属（Diplomorpha Meissner ）とシャクナンガンピ属（Daphnimorpha Nakai ）を本属に加え、統一する考えもある。

## 種

### 日本に分布する種
- アオガンピ（オキナワガンピ） Wikstroemia retusa A.Gray - 琉球諸島・奄美大島、国外では台湾に分布する[3]。
- ムニンアオガンピ（オガサワラガンピ） Wikstroemia pseudoretusa Koidz. - 小笠原諸島の父島列島・母島列島に分布する[3]。日本の環境省の準絶滅危惧(NT)に選定されている。

## 学名の由来
属名の Wikstroemia は、スウェーデンの植物学者、ヨハン・エマヌエル・ヴィークストレーム（Johan Emanuel Wikström:1789 - 1856) の名前にちなんだもの。